# Orbit Showtime Network
 (février 2016).
Si vous disposez d'ouvrages ou d'articles de référence ou si vous connaissez des sites web de qualité traitant du thème abordé ici, merci de compléter l'article en donnant les références utiles à sa vérifiabilité et en les liant à la section « Notes et références ».
Ne pas confondre avec Orbit Communications, la société mère.
Orbit Showtime Network (OSN, stylisé en osn) est un bouquet de télévision par satellite avec engagement, servant le Maghreb et le Moyen-Orient lancé en 2009, après la fusion d'Orbit et de Showtime Arabia, les deux réseaux de télédiffusion les plus larges dans la région.
Aujourd'hui, OSN compte plus de 145 chaînes et services, dont 58 en haute définition (HD) en langues arabe, anglaise ou encore filipino, et est disponible dans plus de 24 pays.

## Historique

### Orbit Communications (1994-2009)
Les origines d'Orbit Showtime Network (OSN) reviennent à la fusion d'Orbit et de Showtime Arabia en 2009.
Le lancement d'Orbit fut en 1994. Il s'agit d'une compagnie privée opérant plusieurs chaînes de télévision dans le Maghreb et le Moyen-Orient, détenue par Mawarid Holding (via sa filiale Digital Media Systems). C'était le premier réseau de télévision payante multi-chaîne et multilingue dans la région.
Le 21 avril 1996, l' Émir Khaled Ben Abdullah, propriétaire d'Orbit Communications, décide d'arrêter le signal de BBC Arabic Television pour avoir diffusé un épisode de l'émission Panorama critiquant le gouvernement saoudien. Plusieurs journalistes de la chaîne se déplacent alors vers Al Jazeera.
Le 1er avril 2008, le signal d'Orbit ESPN disparait du bouquet Orbit après une diffusion de plus de quatorze ans, à cause de problèmes financiers entre ces deux derniers. Ceci a laissé Orbit sans couverture d'évènements sportifs (MLS, Major League Baseball, NFL, Ligue nationale de hockey, NASCAR, ESPN X Games...). Elle sera remplacée le 13 janvier 2009 par Fox Sports.

### Showtime Arabia (1996-2009)
Showtime Arabia, quant à lui, est lancé en 1996, détenu par KIPCO (79%) et Viacom de CBS Corporation (21%). Et six ans après son lancement, il devient la plateforme de télévision no 1 dans le monde arabe, et continue son développement en ajoutant un nombre important de nouvelles chaînes et de services comme le système "Showbox DVR" en 2005.
Et en 2008, Showtime Arabia introduit la vidéo à la demande (VOD), pour offrir des saisons complètes de séries américaines et du cinéma hollywoodien en avant-première, mais aussi l'intégralité des matchs de la Barclays Premier League.

### Orbit Showtime Network (depuis 2009)
Le 12 juillet 2009, Orbit Communications et Showtime Arabia annoncent leur fusion dans un cadre commercial pour créer Orbit Showtime Network (ou OSN), la plus grande plateforme de télévision payante dans la région.
Le nouveau bouquet satellitaire formé veut offrir 70 chaînes de télévision exclusives qui diffuseront un contenu local et international, dont des émissions, du cinéma, des séries, du sport et bien plus, tout en incluant la HD, la VOD et d'autres services interactifs.
Cependant, les nouveaux clients pourront s'inscrire directement à OSN, tandis que les anciens inscrits auront le choix entre ré-souscrire à l'offre ou l'annuler définitivement.
En août 2013, OSN Pehla est lancé pour offrir le meilleur des films de Bollywood et du cricket, comme le ICC Cricket World Cup et d'autres tournois.
En mai 2014, OSN lance Go Online TV, un service de télévision online qui offre aux abonnés un accès à des centaines d'heures de divertissement tout au long de l'année.
Le 1er novembre 2015 connaît la naissance d'un grand concurrent à OSN dans la région, il s'agit de beIN, le bouquet de télévision par satellite de beIN MEDIA GROUP. 
Le 2 octobre 2017, OSN signe un contrat de diffusion avec Disney pour du contenu exclusif.

## Organisation

### Direction

#### Panther Media Group Ltd.
- Faisal Al Ayyar: Président du conseil d'administration.

#### Orbit Showtime Network
- David Butorac: CEO.

### Siège social
Le siège d'Orbit Showtime Network se trouve à Dubai Media City, la zone franche située dans l'émirat de Dubaï (Émirats arabes unis).

### Identité visuelle (logo)

Logo d'Orbit Showtime Network (depuis sa création)

### Slogan
- (en) « Just imagine ».

(en français : Imagine seulement)

## Actionnaires
Orbit Showtime Network (OSN) est géré par Panther Media Group Limited, une coentreprise détenue par la société koweïtienne Koweit Projects Company (KIPCO) (60.5%) et la compagnie saoudienne Mawarid Holding (39.5%) et est enregistré dans le Dubai International Financial Centre (DIFC).

## Annexe

### Sources et références
1. ↑  (en) « Dubai pay-TV firm OSN expands deal with Disney », sur arabianbusiness.com, 2 octobre 2017 (consulté le 12 mars 2018)